# Station Bad Ischl
Station Bad Ischl is het station van de Oostenrijkse stad Bad Ischl. Het station is gelegen aan de Salzkammergutbahn en is tevens het belangrijkste station aan deze lijn. Het station werd geopend op 23 oktober 1877 en heette destijds nog Ischl. Pas sinds 1907 heet het station Bad Ischl. In Bad Ischl stoppen, zowel alle Regionalbahntreinen Regional-Express treinen. De treinen rijden vanuit Bad Ischl rechtstreeks naar Stainach-Irdning, Obertraun en Attnang-Puchheim. Tot in 1957 vertrok in Bad Ischl ook de smalspoorlijn (760mm) naar Salzburg via Strobl en St Gilgen over de SKGLB (Salzkammergut-Lokalbahn). Deze lijn werd daarna opgebroken ondanks toenmalige lokale protesten.